# Moulins à vent du Nord-Pas-de-Calais
 (septembre 2017).
Si vous disposez d'ouvrages ou d'articles de référence ou si vous connaissez des sites web de qualité traitant du thème abordé ici, merci de compléter l'article en donnant les références utiles à sa vérifiabilité et en les liant à la section « Notes et références ».
Cette page répertorie les moulins à vent existant dans les départements du Nord et du Pas-de-Calais. Chaque année, les moulins à vent de la région sont particulièrement mis à l'honneur lors de la journée des moulins organisée par l'ARAM, l'Association régionale des amis des moulins Nord Pas-de-Calais. Un musée leur est entièrement consacré à Villeneuve-d'Ascq. Les moulins de la région ont pour caractéristique des ailes qui sont toutes des ailes dites flamandes (asymétriques). 
Au XIXe siècle on pouvait compter plus de 3 000 moulins dans le Nord-Pas-de-Calais, une cinquantaine ont été restaurés.

## Liste

### Nord
| Image | Nom de la commune        | Nom du moulin                                    | Type de moulin                                                               | Date de construction                                                                 |
| ----- | ------------------------ | ------------------------------------------------ | ---------------------------------------------------------------------------- | ------------------------------------------------------------------------------------ |
|       | Boeschepe                | Ondankmeulen                                     | Moulin sur pivot à ailes flamandes                                           | XIXe siècle                                                                          |
|       | Cassel                   | Casteelmeulen                                    | Moulin sur pivot à ailes flamandes                                           | XVIIIe siècle                                                                        |
|       | Walincourt-Selvigny      |                                                  |                                                                              |                                                                                      |
|       | Halluin                  | Hollebeke                                        | Moulin à tour tronconique avec galerie circulaire                            |                                                                                      |
|       | Hondschoote              | Noormeulen ou Moulin du Nord                     | Moulin sur pivot                                                             | 1127                                                                                 |
|       | Hondschoote              | Spinnewyn                                        | Moulin sur pivot                                                             | 1993 (reconstruction à l'identique pour le bicentenaire de la bataille d'Hondschoote |
|       | Houtkerque               | Hoflandmeulen                                    | Moulin sur pivot (à farine)                                                  | XVIIIe siècle                                                                        |
|       | Leers                    | Moulin Blanc                                     | Moulin à tour tronconique maçonné et à calotte tournante                     |                                                                                      |
|       | Pitgam                   | Den Leeuw (Le Lion)                              | Moulin sur pivot                                                             | 1774                                                                                 |
|       | Saint-Vaast-en-Cambrésis |                                                  | Moulin à tour tronconique                                                    | 1857                                                                                 |
|       | Steenvoorde              | Le Drievenmeulen                                 | Moulin sur pivot                                                             | 1776                                                                                 |
|       | Steenvoorde              | Noordmeulen                                      | Moulin sur pivot à ailes flamandes                                           | 1576                                                                                 |
|       | Templeuve                | Moulin de Vertain                                | Moulin-tour à pivot central                                                  | XVIIe siècle                                                                         |
|       | Terdeghem                | Steenmeulen ou Moulin de Saint-Arnoult           | Moulin à tour tronconique                                                    |                                                                                      |
|       | Terdeghem                | Le Moulin de la Roome                            | Moulin sur pivot à farine (en activité pour le tourisme), ailes demi-Dekker. | Déjà présent sur une carte de Sanderus datant de 1645, il a été reconstruit en 1995. |
|       | Villeneuve-d'Ascq        | Moulin des Olieux                                | Moulin sur pivot à huile, il possède les plus grandes ailes de France (26 m) | 1743                                                                                 |
|       | Villeneuve-d'Ascq        | Moulin à farine                                  | Moulin sur pivot                                                             | 1776                                                                                 |
|       | Watten                   | Moulin de la Montagne                            | Moulin à tour cylindrique                                                    | XVIIIe siècle                                                                        |
|       | Wormhout                 | Moulin Deschodt ou Moulin communal de la Briarde |                                                                              | 1756                                                                                 |

### Pas-de-Calais
| Image | Nom de la commune   | Nom du moulin                    | Type de moulin                   | Date de construction |
| ----- | ------------------- | -------------------------------- | -------------------------------- | -------------------- |
|       | Achicourt           | Moulin de la Tourelle            | Moulin à tour tronconique        |                      |
|       | Beuvry              | Moulin du Ballon ou Moulin Buret | Moulin à tour cylindrique        | 1811                 |
|       | Mentque-Nortbécourt | Moulin Lebriez                   | Moulin à tour cylindrique        |                      |
|       | Saint-Omer          | Moulin de l'Aile                 | Moulin à tour octogonale en bois | XIXe siècle          |